# Аргедас, Хосе Мария
Хосе́ Мари́я Арге́дас Альтамира́но (исп. José María Arguedas Altamirano, 18 января 1911, Андауайлас — 2 декабря 1969, Лима) — перуанский писатель, переводчик, этнограф.

## Биография
Сын адвоката, в трёхлетнем возрасте потерял мать. Сбежал из дома, когда отец надумал снова жениться, долго жил среди индейцев — их быт и поверья вошли позднее в прозу Аргедаса, стали предметом его изучения как этнографа.
Закончил Главный национальный университет в Лиме. Переводил поэзию кечуа, изучал перуанский фольклор, в частности перевел с кечуа мифы «Боги и люди Варочири», собранные в 1608 году перуанским священником Франсиско де Авила. Дебютировал сборником рассказов «Вода» (1935).
Покончил с собой (застрелился).

## Известность и признание
Наибольшую известность получил роман Аргедаса «Глубокие реки» (1958), он переведён на многие языки. Монографию творчеству Аргедаса посвятил Марио Варгас Льоса (1977).

## Публикации на русском языке
- Глубокие реки. М.: Художественная литература, 1972
- Последний танец Расу-Ньити., Чурилья.  // Перуанские рассказы XX века.  Пер. с исп. Сост. и  предисл. Э. Брагинской. М., "Худож. лит.", 1973 г.
- Обычаи и обряды индейцев. Алма-Ата: Казахстан, 1989
- Любовь-Вселенная. Пер. с испанского Н. Земсковой // Латиноамериканская повесть. В 2-х т. Т.1.:Пер. с исп. и порт. / Сост., предисл. и справки об авторах В. Земскова. - М.: Худож. лит., 1989.